# Baron Skelmersdale

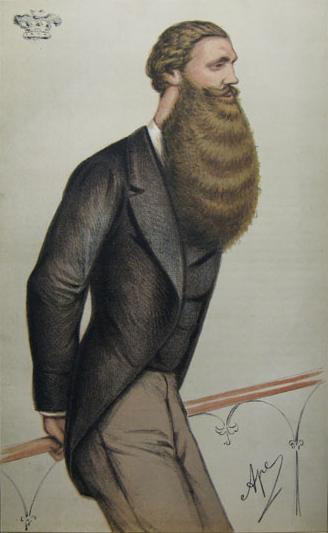
Edward Bootle-Wilbraham, 1. Earl of Lathom, 2. Baron Skelmersdale

Baron Skelmersdale, of Skelmersdale in the County Palatine of Lancaster, ist ein erblicher britischer Adelstitel in der Peerage of the United Kingdom.

## Verleihung
Der Titel wurde am 30. Januar 1828 für den Tory-Politiker Edward Bootle-Wilbraham geschaffen. Dieser war seit 1795 ununterbrochen für verschiedene Wahlbezirke Abgeordneter im House of Commons gewesen.

## Weiterer Titel
Sein Enkel, der 2. Baron, war ein bekannter konservativer Politiker seiner Zeit. Er war unter anderem über viele Jahre Chief Whip der Konservativen im House of Lords und Captain of the Yeomen of the Guard. Am 3. Mai 1880 wurde er zum Earl of Lathom, in the County Palatine of Lancaster, erhoben. Dieser Titel, der ebenfalls zur Peerage of the United Kingdom gehörte, erlosch am 6. Februar 1930 mit dem Tod seines Enkels, des 3. Earls.

## Liste der Barone Skelmersdale (1828)
- Edward Bootle-Wilbraham, 1. Baron Skelmersdale (1771–1853)
- Edward Bootle-Wilbraham, 1. Earl of Lathom, 2. Baron Skelmersdale (1837–1898)
- Edward Bootle-Wilbraham, 2. Earl of Lathom, 3. Baron Skelmersdale (1864–1910)
- Edward Bootle-Wilbraham, 3. Earl of Lathom, 4. Baron Skelmersdale (1895–1930)
- Arthur Bootle-Wilbraham, 5. Baron Skelmersdale (1876–1969)
- Lionel Bootle-Wilbraham, 6. Baron Skelmersdale (1896–1973)
- Roger Bootle-Wilbraham, 7. Baron Skelmersdale (1945–2018)
- Andrew Bootle-Wilbraham, 8. Baron Skelmersdale (* 1977)

Titelerbe (Heir Apparent) ist der einzige Sohn des aktuellen Barons, Hon. Daniel Bootle-Wilbraham (* 2007).